# Anglo-Hellenic League
Die Anglo-Hellenic League ist eine griechisch-britische Organisation zur Unterstützung und Förderung der griechisch-britischen Beziehungen, die 1913, in der Zeit nach den Balkan-Kriegen, von Ronald Montagu Burrows, dem Principal des King’s College London, und William Pember Reeves, D. J. Cassavetti and A. C. Ionides gegründet wurde. Ursprünglich dazu gedacht, Freundschaft zu fördern, anti-griechische Vorurteile abzubauen und Verbindungen jeder Art zu unterstützen, liegt die Akzentsetzung heute auf kulturellem und philanthropischem Gebiet.
So war die Anglo–Hellenic League, vertreten durch John Gennadios, einen Mitbegründer und Ehrenpräsidenten, schon maßgeblich an der Schaffung und Besetzung des Lehrstuhls des Koraes Professor of Modern Greek and Byzantine History, Language and Literature am King’s College London beteiligt, ebenso an den Auseinandersetzungen, die seinen ersten Inhaber, Arnold J. Toynbee, 1924 dazu veranlassten, den Lehrstuhl zugunsten eines solchen an der London School of Economics and Political Science aufzugeben. Erster Präsident war in dieser Zeit (1913–1925) William Pember Reeves.
In verschiedenen Notsituationen während des Zweiten Weltkriegs und in den Jahrzehnten danach hat die Anglo–Hellenic Society griechische Personen, Gruppen und Organisationen auch finanziell unterstützt.
Seit 1986 ist ihre Hauptaktivität die alljährliche Verleihung des Runciman Award, eines Preises für eine englischsprachige Publikation des Vorjahres zum Thema Griechenland oder Griechentum im Ausland oder irgendeinem Aspekt davon. Er ist nach dem Historiker Steven Runciman benannt.
Die Anglo–Hellenic League ist im Hellenic Centre (16–18 Paddington Street, London) untergebracht. Prince Michael of Kent ist ihr Royal Patron.